# Улица Заречье (Москва)
Улица Заре́чье — улица, расположенная в Юго-Восточном административном округе города Москвы на территории районов Кузьминки и Люблино.

## История
Улица получила название в 1994 году. В нём сохранено название деревни Заречье, находившейся за рекой Чурилиха по отношению к селу Влахернскому (см. статью Кузьминки (усадьба)).

## Расположение
Улица Заречье является продолжением Совхозной улицы, пересекаясь в этом месте со Ставропольской улицей. Идёт вдоль Сквера на перегоне Волжская-Люблино на северо-северов-восток, меняет направление на северо-восточное, а затем на восточное. Проходит между Нижним Кузьминским и Верхним Кузьминким прудами. Улица заканчивается, переходя в улицу Старые Кузьминки, пересекаясь в этом месте с Кузьминской улицей.

## Примечательные здания и сооружения
Дом 3 — База «Полигон» — Самая крупная база тактических игр в Москве.

## Транспорт

### Автобус
По данной улице не проходят автобусные маршруты. Ближайшие автобусные остановки:
- «Больница имени Семашко» (недалеко от пересечения с Совхозной улицей) — автобусы 54, 201*, 228, 242, 551, 551к, 657, 658, 728*.
- «Кузьминский парк» (недалеко от пересечения с Кузьминской улицей) — автобусы 429, 725, 725к.

Примечание: * — конечная остановка автобусного маршрута.

### Метро
- Станция метро «Люблино» Люблинско-Дмитровской линии — в ~700 м на юг от пересечения с Совхозной улицей.
- Станция метро «Волжская» Люблинско-Дмитровской линии — западнее на Краснодонской улице.